# 汪甫
汪甫（1407年—？），字景新，直隸安慶府潛山縣人，燕山前衛□□。明朝政治人物。進士出身。

## 生平
順天府鄉試第三名。正統十三年（1448年）戊辰科會試第一百二十一名，殿試登進士第三甲第二十四名。

## 家族
曾祖汪真。祖父汪道弘。父亲汪信。